# Osztály (halmazelmélet)
Az osztály matematikai szakkifejezés arra a fogalomra, amit a mindennapi életben dolgok, tárgyak, fogalmak összességének nevezünk. Az osztályok legfontosabb tulajdonsága az úgy nevezett extenzionalitás, azaz hogy egy osztályt egyértelműen meghatározza az, hogy mely dolgok az elemei, ráadásul ez független az elemek felsorolási sorrendjétől és attól is, hogy egy elemet hányszor soroltunk fel. Tehát
Az A osztály akkor és csak akkor egyenlő a B osztállyal, ha ugyanazok az elemeik.
Az osztályelmélet jellegzetes kifejezései a {…|…} objektumok. A P tulajdonságnak eleget tévő dolgok osztályát
{\displaystyle \{x\mid P(x)\}}
jelöli. Mivel ez egyezik a halmazok tulajdonsággal történő megadásával, ezért el is érkeztünk az osztályok elméletének leglényegesebb kérdéséhez, ahhoz, hogy mi a kapcsolatuk a halmazokkal.

## Halmazok és osztályok
Természetesen ha az osztályokra, mint matematikai dolgok gyűjteményére gondolunk, akkor szemléletünkre, tapasztalatainkra alapozzuk a vizsgálódásainkat. Ha ezt áthidalandó az osztályokat a halmaz axiomatikus módon előállított matematikai fogalmával azonosítjuk, akkor az osztály fogalma két irányból is meghatározottá válik és ezáltal ellentmondásokat eredményezhet. Két út állhat ezeknek az ellentmondásoknak a leküzdésére. Egyrészt magát az osztály fogalmát is axiomatikusan vezetjük be (osztályelmélet), másrészt definiálhatjuk az osztály fogalmát a halmazelmélet valamely formális nyelvében, kapcsolatba hozva a halmaz fogalmával és egyben attól meg is különböztetve.
A halmaz és az osztály fogalma megkülönböztetésének szükségessége nem mindig volt nyilvánvaló. Feloldhatatlannak tűnő ellentmondások kényszerítették a matematikusokat, hogy kezdjenek valamit a problémával. A Russell-paradoxon, a Burali-Forti-paradoxon és a Cantor-paradoxon fellépése lassan érzékelhetővé tette, hogy bizonyos összességek semmilyen körülmények között nem lehetnek elemei vagy tagjai más összességeknek. Így tehát vannak valódi osztályok, melyek „túl nagyok” ahhoz, hogy elemként is szerepeljenek és vannak a halmazok, melyek individuális tulajdonsággal is bírnak, azaz elemként szerepelhetnek más osztályokon belül.
Példák valódi osztályokra:
Russell-osztály:
{\displaystyle \mathbf {Ru} :=\{x\mid \;''x\;\;halmaz''\;\wedge \;x\notin x\}}
Halmazok-osztálya vagy halmazelméleti univerzum:
{\displaystyle \mathbf {Set} :=\{x\mid \;''x\;\;halmaz''\}}
A H halmaz komplementer osztálya:
{\displaystyle H^{C}:=\{x\mid \;''x\;\;halmaz''\;\wedge \;x\notin H\}}
A C valódi osztály hatványosztálya
{\displaystyle {\mathcal {P}}(C):=\{x\mid \;''x\;\;halmaz''\;\wedge \;x\subseteq C\}}
Adott algebrai struktúrák osztálya, pl. az összes csoportok, T test feletti vektorterek, algebrák stb. osztálya:
{\displaystyle \mathbf {Grp} }, {\displaystyle \mathbf {Vect} _{T}}, {\displaystyle \mathbf {Alg} _{T}} stb.
Azok a valódi osztályokkal kapcsolatos paradoxonok, melyek a naiv halmazelméletben ellentmondáshoz vezettek, az egyes axiomatikus halmazelméletekben ártalmatlan formulákká válnak és átváltoznak cáfolatokká, miszerint az adott osztály nem halmaz.

## Osztályok a formális nyelvi halmazelméletben

### Zermelo–Fraenkel-halmazelmélet
A Zeremlo–Fraenkel-halmazelméletben (ZF) az „osztály” formális kifejezése nem szerepel, hiszen ZF-ben minden változó halmazváltozó, azaz individuumot jelöl. Lehetőség van azonban az osztályt meghatározó tulajdonságon keresztül hivatkozni az osztályra. Ha P predikátum, akkor { x | P(x) } szimbólumsor (úgy nevezett osztályabsztrakció) a metanyelv "olyan x-ek összessége, melyekre P teljesül" kifejezését rövidíti és lefordítható a tárgynyelvre az alábbi úgy nevezett kiküszöbölési szabályok segítségével. Jelöljük K-val az { x | P(x) } és L-lel az { x | Q(x) } osztályabsztrakciót és legyen a tetszőleges individuum. Ekkor:
{\displaystyle a\in K\Leftrightarrow _{def}P(a)}
{\displaystyle K\in a\Leftrightarrow _{def}(\exists y)((\forall x)(P(x)\Leftrightarrow x\in y)\wedge y\in a)}
{\displaystyle K\in L\Leftrightarrow _{def}(\exists y)((\forall x)(P(x)\Leftrightarrow x\in y)\wedge Q(y))}
Minden K = {x | P(x) } valódi összességre (tehát az előző példákra is) igazolható, hogy ZF-ben tétel, miszerint
{\displaystyle \neg (\exists y)(\forall x)(x\in y\;\Leftrightarrow \;P(x))}
sőt a Ru összesség valódi osztály voltát már ZF0-ban is igazolni lehet (azaz axiómák nélkül, csak pusztán logikai okokból teljesül).

### Neumann–Bernays–Gödel-halmazelmélet
Az NBG-ben minden változó osztályváltozó, így nem kell ügyeskedni az osztályok megnevezésével úgy, mint ZF-ben. A K osztály valódi, ha tétel a
{\displaystyle \neg (\exists x)(K\in x)}
formula és halmaz, ha tétel a
{\displaystyle (\exists x)(K\in x)}
Set(K)-val rövidített formula.

## Műveletek osztályokkal
Lásd még: Neumann–Bernays–Gödel-halmazelmélet
Lényegében minden, a halmazelméletben is használatos "halmazművelet" értelmezett az osztályok között is (lévén a halmazok ontológiai értelemben osztályok). Így:
Az A és a B osztály uniója: {\displaystyle A\cup B:=\{x\mid x\in A\vee x\in B\}}
Az A és a B osztály metszete: {\displaystyle A\cap B:=\{x\mid x\in A\wedge x\in B\}}
Az A osztály komplementere: {\displaystyle A^{C}:=\{x\mid x\notin A\}}
Az A és a B osztály Descartes-szorzata: {\displaystyle A\times B:=\{(x,y)\mid x\in A\wedge y\in B\}}
…
Itt a változók individuumokat (halmazokat) jelentenek, (x,y) pedig a rendezett pár.
Ezeken kívül értelmezett még a részosztálynak lenni reláció is:
Az A osztály részosztálya a B osztálynak, ha minden x ∈ A-ra x ∈ B is teljesül. Jelben:
{\displaystyle A\subseteq B}

## Egyszerű osztálykalkulus
Lásd még: osztálykalkulus
Van az osztályoknak egy olyan elmélete, mely nincs beágyazva egyik halmazelméletbe sem. Természetesen ekkor a halmazelméletet meghatározó kétváltozós predikátumot a ∈ szimbólumot mellőznünk kell és ezzel együtt az összes, csak ezzel kifejezhető osztályt.
Az egyszerű osztálykalkulus egy formális matematikai elmélet, melynek változói osztályokat jelölnek (például NBG-beli osztályokat), egyetlen logikai relációjele pedig a részosztály tartalmazás vagy osztályinklúzió ⊆ szimbóluma.
Példaként nézzük a legfontosabb osztályműveletek definícióját:
A ∪ B az a legszűkebb C osztály, mely A-t is és B-t is részként tartalmazza, azaz melyre:
{\displaystyle (A\subseteq C)\wedge (B\subseteq C)\wedge (\forall D)((A\subseteq D\wedge B\subseteq D)\Rightarrow C\subseteq D)}
A ∩ B az a legbővebb C osztály, melyet A is és B is részként tartalmaz, azaz melyre:
{\displaystyle (C\subseteq A)\wedge (C\subseteq B)\wedge (\forall D)((D\subseteq A\wedge D\subseteq B)\Rightarrow D\subseteq C)}
AC az a legbővebb C osztály, mely diszjunkt A-hoz, azaz melyre:
{\displaystyle (''C\cap A=\emptyset '')\wedge (\forall D)(''D\cap A=\emptyset ''\Rightarrow D\subseteq C)}
ahol {\displaystyle ''C\cap A=\emptyset ''} jelsor a következő formulát rövidíti:
{\displaystyle (\forall D)(\forall E)(D\subseteq (C\cap A)\Rightarrow (D\subseteq E)}
Az egyszerű osztálykalkulust nem azért nevezzük egyszerűnek, mert formulái rövidek lennének, hanem mert olyan osztályelmélet, melyben nem lép fel a Russell-paradoxon, mely ellentmondásmentes és melynek ismert negációteljes bővítése. Ellenben nem alkalmas a természetes számok modellálására, így a matematikában nem nagyon alkalmazható. Az alkalmazhatóság szempontjából jobb tulajdonságokkal rendelkező elmélet (az általános osztályelmélet) megalkotását Bertrand Russell nevéhez köthetjük (ez az elmélet persze már nem feltétlenül teljes, nem feltétlenül ellentmondásmentes és a Gödel-tétel hatása alá esik ).

## Külső hivatkozások
A Planetmath Class szócikke Archiválva 2006. február 13-i dátummal a Wayback Machine-ben